# Operation Caesar
Operation Caesar var ett hemligt uppdrag som utfördes av Nazityskland under andra världskriget för att förse Tysklands vacklande allierade, Japan, med avancerad teknik för att återbygga deras krigsmaskin. Operationen var ett fullständigt misslyckande. Ubåten förliste 9 februari 1945 utanför Norge.